# مرصد طيور العقبة
مرصد طيور العقبة محطة لرصد أنواع الطيور المهاجرة والتي تعبر الأردن خلال هجرتها ما بين شمال وجنوب الكرة الأرضية. تأسس المرصد عام 2004 في العقبة من قبل سلطة منطقة العقبة الاقتصادية الخاصة وبالشراكة مع شركة مياه العقبة ويدار من قبل الجمعية الملكية لحماية الطبيعة. حيث يعد أحد أهم مناطق الاستراحة لأنواع متعددة ومختلفة من الطيور في الأردن. إذا يشكل نقطة الاستراحة الأخيرة للطيور قبل دخولها لصحراء سيناء ونقطة الاستراحة الأولى عند عودتها.

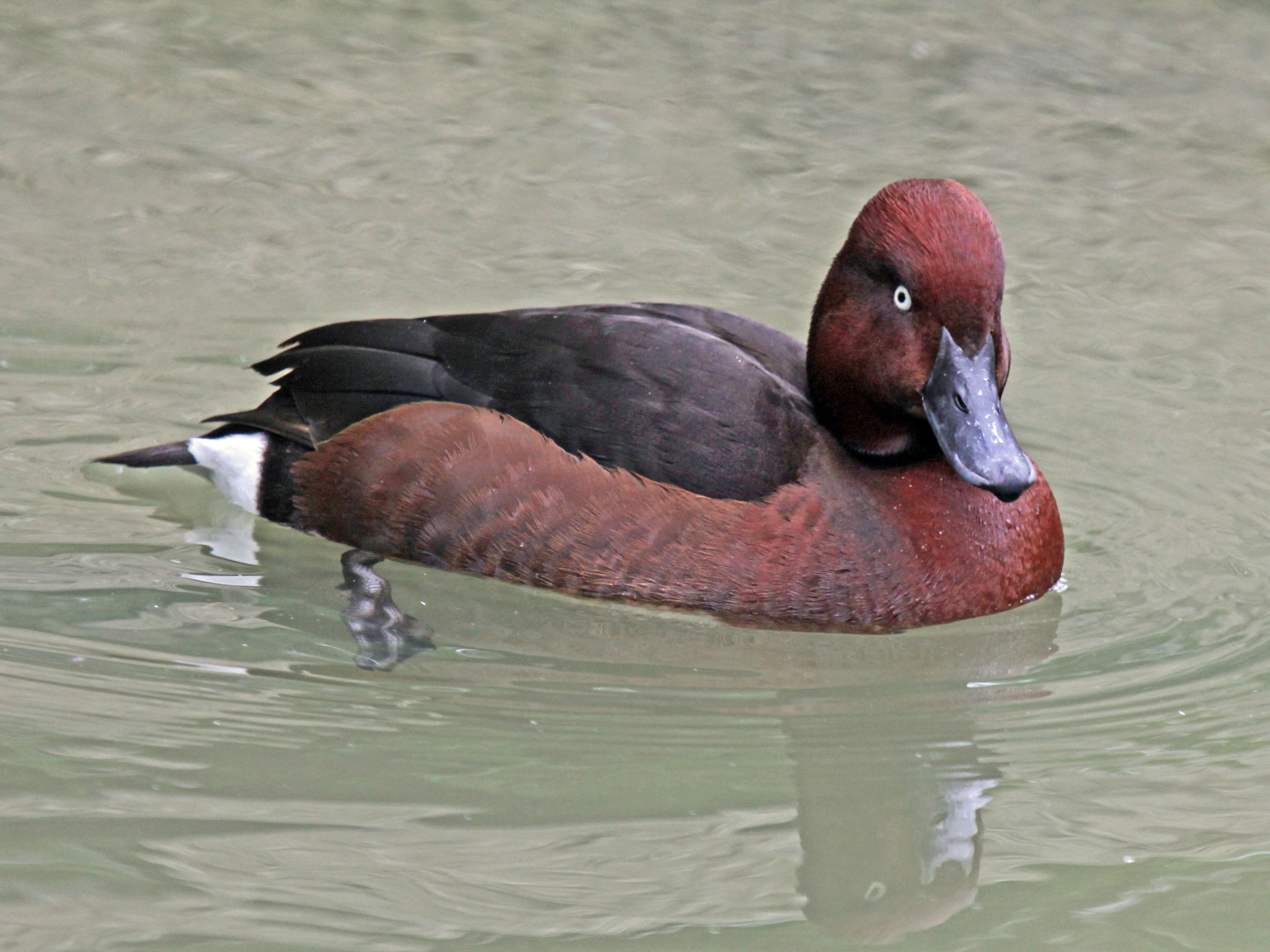
البط الحمراوي ابيض العنيين

أسفرت عمليات الرصد المتتابعة في المرصد عن تسجيل 271 نوعا مختلف من الطيور والتي تشكل بمجموعها ما نسبته 57% من عدد الانواع الكلي المسجل في الأردن وبتجمعات عددية تزيد عن ربع مليون طائر خلال العام الواحد المتمثل بموسمي هجرة. كما تم تسجيل 17 نوع من أنواع الطيور النادرة في الأردن خلال السنوات العشر الأخيرة من بينها طائر الاوز الغراء الصغير المهدد بالانقراض على مستوى العالم والمدرج على القائمة الحمراء للاتحاد الدولي لصون الطبيعة.
يعتبر تزايد اعداد الانواع المسجلة في مرصد طيور العقبة مؤشراً حيوي على صحة البيئات وسلامتها مما يعكس نتائج الحماية والحفاظ على هذه البيئات.
يشتمل مرصد طيور العقبة على مجموعة من بيئات مائية وغابوية وصحراوية والتي تضمن بمجموعها استقطاب أنواع متنوعه ومختلفة من الطيور خلال عبورها للعقبة في هجرتي الربيع والخريف.

## الاهمية
تقع الأردن على ثاني أهم مسار لهجرة الطيور المحلقة في العالم والمعروف بمسار حفرة الانهدام-البحر الاحمر وهذا المسار يربط بين الاجزاء الشرقية من أوروبا والغربية من آسيا من جهه وافريقيا من جهة أخرى. اذ يقدر عدد الطيور المحلقة التي تعبره ما يصل لسبعة ملايين ونصف طائر واعداد قد تصل لضعف هذا العدد من الانواع الأخرى الغير محلّقة. ولكون اغلب الطيور غير قادرة على السباحة في الماء لذا فانها تقوم باختيار المسافة الأقصر فوق البحار والمحيطات خلال هجرتها ولذلك تعد منطقة العقبة من المناطق الهامة للطيور لعبورها لتتمكن من العبور إلى صحراء سيناء ومن ثم الانتشار في مناطق افريقيا في الذهاب والعودة.
يقوم مرصد طيور العقبة خلال مواسم الهجرة بفتح المجال للزوار ضمن معايير تضمن سلامة البيئات والطيور باتاحة الفرصة لهم بمشاهدة الانواع المهاجرة خلال استراحتها في الموقع مما ابرز قيمة سياحية بيئية فريدة من نوعها في هذا المكان اذ يصل مجموع الزوار السنوي لنحو 10 الاف زائر.
تقوم الجمعية الملكية لحماية الطبيعة بحكم خبرتها في إدارة المحميات الطبيعية بادارة هذا المكان لضمان استدامة البيئات فيه وتفعيل دورة كمنتج سياحي بيئي يقوم على إضافة مميزة لنشاط سياحي مميز يلعب دور مهم في تعزيز الجانب التوعوي البيئي لدى الزوار خصوصا عن مشاهدتهم لاعداد وانواع مختلفة قد لم يسبق للكثيرين منهم رؤيتها من قبل. كما تقوم سلطة منطقة العقبة الاقتصادية الخاصة بايلاء هذا الموقع اهمية خاصة من خلال الحرص على استدامته وتطويرة بالتعاون مع الجمعية الملكية لحماية الطبيعة.